# Ксантостемон
Ксантостемон (лат. Xanthostemon) — род растений семейства миртовых (Myrtaceae), впервые описанный в 1857 году австралийским ботаником немецкого происхождения Фердинандом фон Мюллером. Род распространен на территории Малезии, Папуасии и северной Австралии. Морфологически близки к Xanthostemon роды Pleurocalyptus и Purpureostemon из Новой Каледонии.

## Виды
Следующий список включает все 48 видов этого рода, которые приняты Plants of the World Online по состоянию на август 2023 года
- Xanthostemon arenarius Peter G.Wilson — Квинсленд
- Xanthostemon aurantiacus (Brongn. & Gris) Schltr. — Новая Каледония
- Xanthostemon bracteatus Merr. — Филиппины
- Xanthostemon brassii Merr. — Новая Гвинея
- Xanthostemon carlii J.W.Dawson — Новая Каледония
- Xanthostemon chrysanthus (F.Muell.) Benth. — Ксантостемон золотистый — Квинсленд
- Xanthostemon confertiflorus Merr. — Сулавеси
- Xanthostemon crenulatus C.T.White — Новая Гвинея, Квинсленд
- Xanthostemon eucalyptoides F.Muell. — Western Australia, Northern Territory
- Xanthostemon ferrugineus J.W.Dawson — Новая Каледония
- Xanthostemon formosus Peter G.Wilson — Квинсленд
- Xanthostemon francii Guillaumin — Новая Каледония
- Xanthostemon fruticosus Peter G.Wilson & Co — Филиппины
- Xanthostemon glaucus Pamp. — Новая Каледония
- Xanthostemon grandiflorus Gugerli — Новая Каледония
- Xanthostemon graniticus Peter G.Wilson — Квинсленд
- Xanthostemon grisii Guillaumin — Новая Каледония
- Xanthostemon gugerlii Merr. — Новая Каледония
- Xanthostemon ×intermedius Gugerli — Новая Каледония
- Xanthostemon lateriflorus Guillaumin — Новая Каледония
- Xanthostemon laurinus (Pamp.) Guillaumin — Новая Каледония
- Xanthostemon longipes Guillaumin — Новая Каледония
- Xanthostemon macrophyllus Pamp. — Новая Каледония
- Xanthostemon melanoxylon Peter G.Wilson & Pitisopa - Solomon Islands
- Xanthostemon multiflorus (Montrouz.) Beauvis. — Новая Каледония
- Xanthostemon myrtifolius (Brongn. & Gris) Pamp. ex Pampal. — Новая Каледония
- Xanthostemon natunae Sedayu — Kalimantan
- Xanthostemon novaguineensis Valeton — Новая Гвинея
- Xanthostemon oppositifolius F.M.Bailey — Квинсленд
- Xanthostemon paabaensis Gugerli — Новая Каледония
- Xanthostemon paradoxus F.Muell. — Western Australia, Northern Territory
- Xanthostemon petiolatus (Valeton) Peter G.Wilson - Sulawesi to Новая Гвинея
- Xanthostemon philippinensis Merr. — Luzon
- Xanthostemon psidioides (A.Cunn. ex Lindl.) Peter G.Wilson & J.T.Waterh. — Western Australia, Northern Territory
- Xanthostemon pubescens (Brongn. & Gris) Sebert & Pancher — Новая Каледония
- Xanthostemon retusus Gugerli — Новая Каледония
- Xanthostemon ruber (Brongn. & Gris) Sebert & Pancher — Новая Каледония
- Xanthostemon sebertii Guillaumin — Новая Каледония
- Xanthostemon speciosus Merr. — Филиппины
- Xanthostemon sulfureus Guillaumin — Новая Каледония
- Xanthostemon umbrosus (A.Cunn. ex Lindl.) Peter G.Wilson & J.T.Waterh. — Western Australia, Northern Territory, Квинсленд
- Xanthostemon velutinus (Gugerli) J.W.Dawson — Новая Каледония
- Xanthostemon verdugonianus Náves ex Fern.-Vill. — Филиппины
- Xanthostemon verticillatus (C.T.White & W.D.Francis) L.S.Sm. — Ксантостемон мутовчатый — Квинсленд
- Xanthostemon verus (Roxb.) Peter G.Wilson — Sulawesi to Maluku
- Xanthostemon vieillardii (Brongn. & Gris) Nied. — Новая Каледония
- Xanthostemon whitei Gugerli — Квинсленд
- Xanthostemon xerophilus Peter G.Wilson — Квинсленд
- Xanthostemon youngii C.T.White & W.D.Francis — Ксантостемон Юнга — Квинсленд

Виды предварительно названы, описаны и приняты в соответствии с Australian Plant Name Index в ожидании официальной публикации
- Xanthostemon sp. Bolt Head (J.R.Clarkson + 8805) Qld Herbarium
- Xanthostemon sp. Obiri Rock (J.A.Estbergs s.n.) NT Herbarium

## Галерея

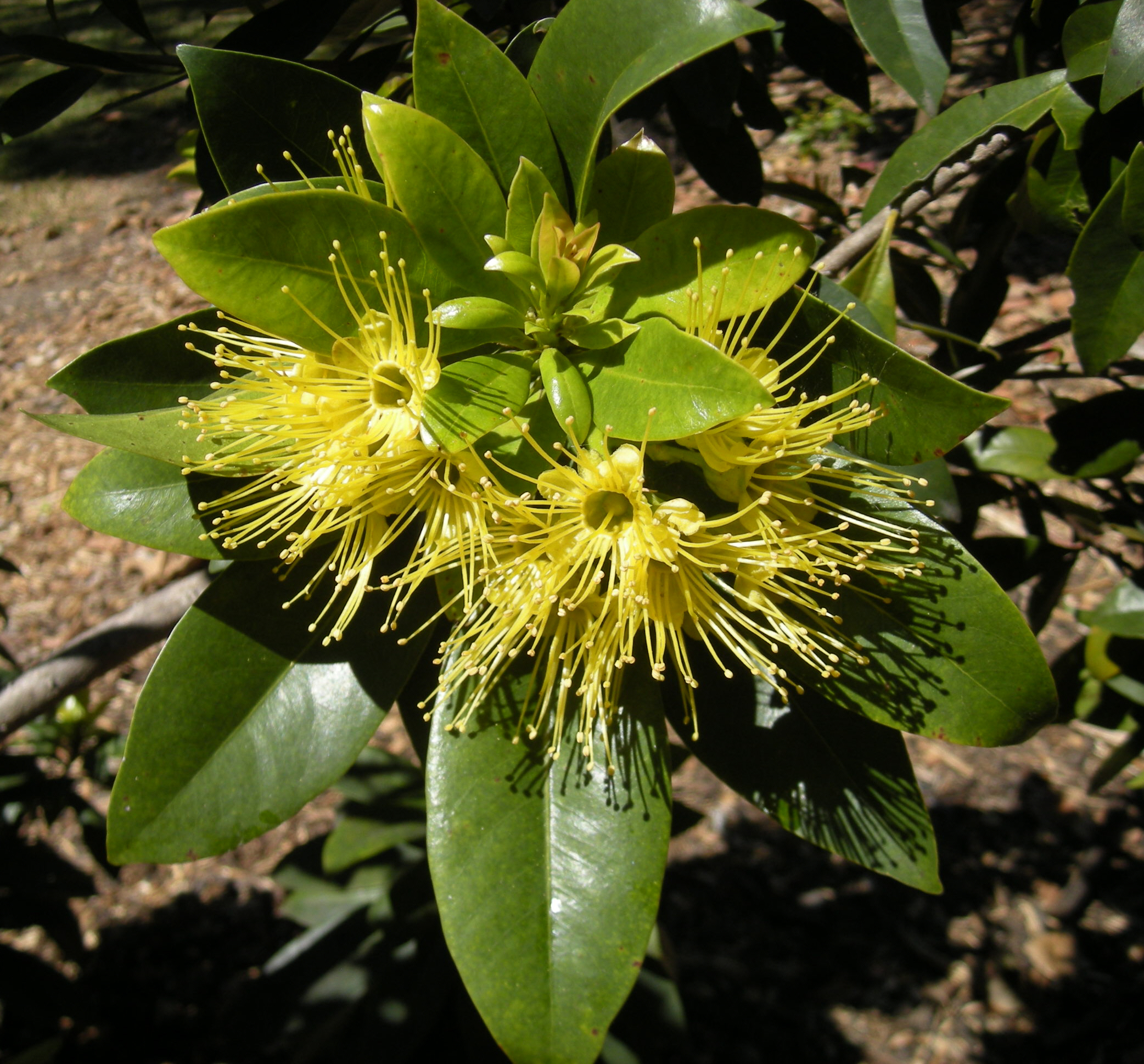
Цветы Xanthostemon chrysanthus
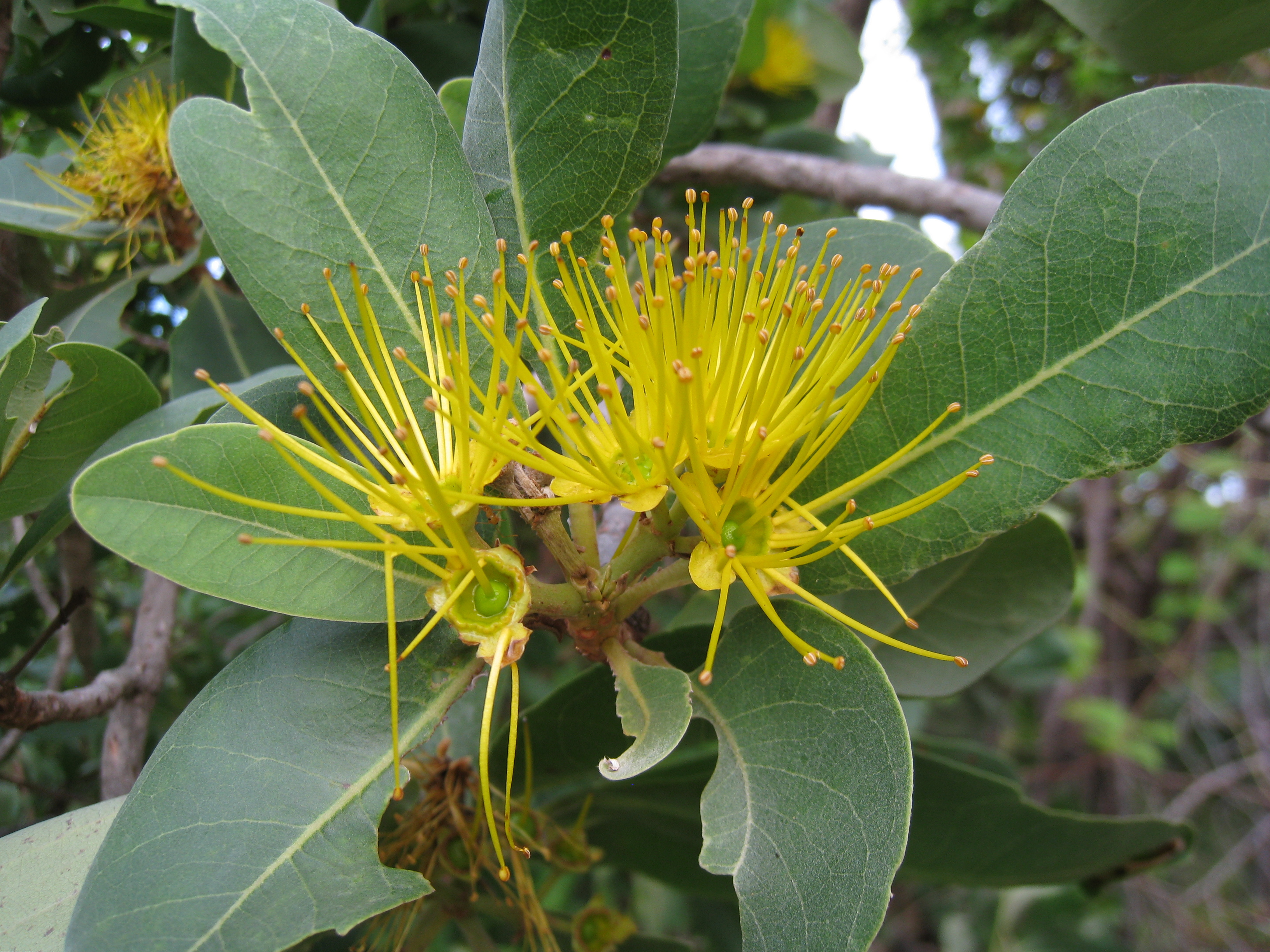
Xanthostemon paradoxus в цвету, Национальный парк Чарльза Дарвина, ноябрь 2010 г.
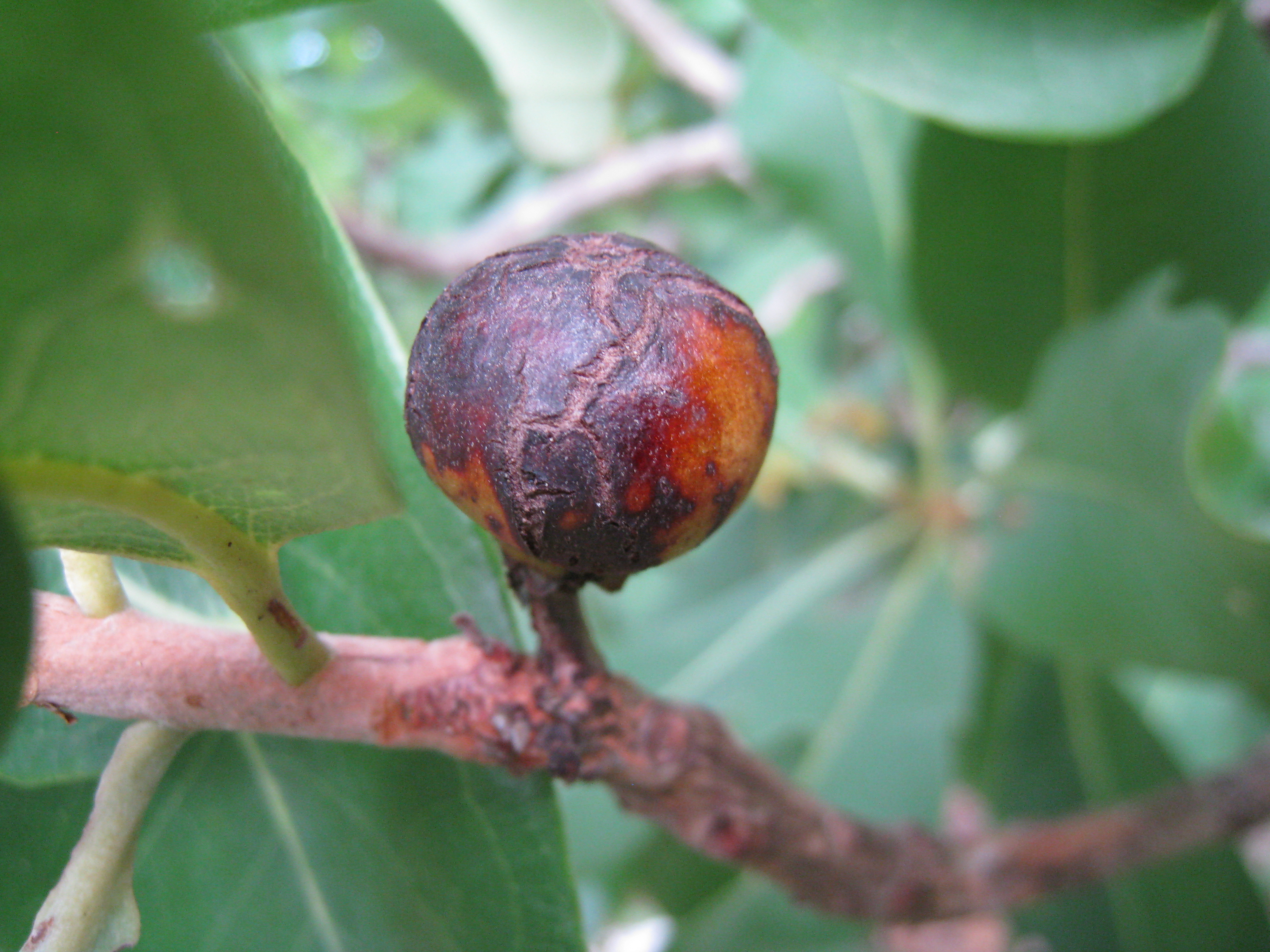
Xanthostemon paradoxus очень спелый плод.
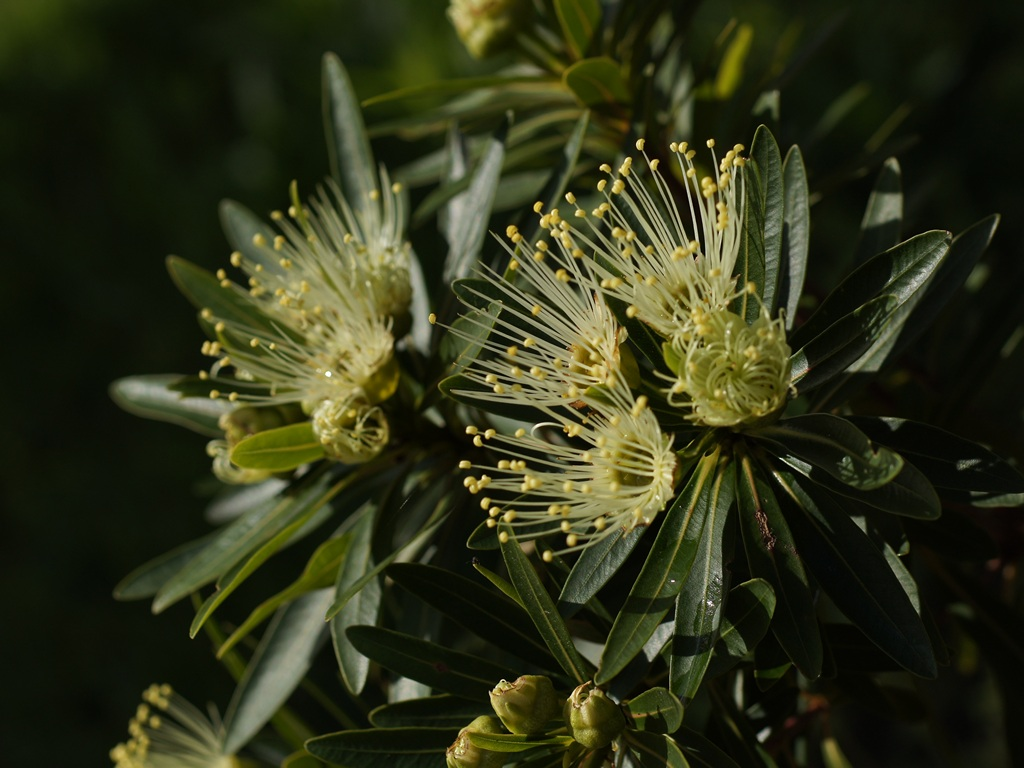
Xanthostemon verticillatus в выращивании Брисбен, Австралия, 2011 г.
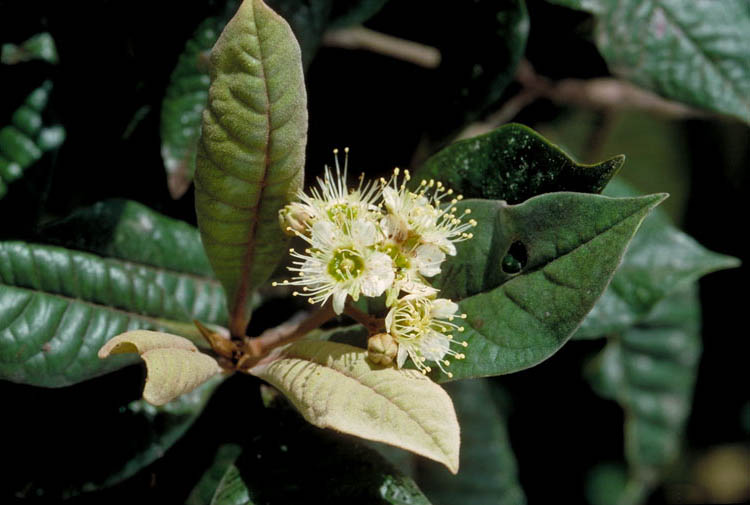
Xanthostemon graniticus
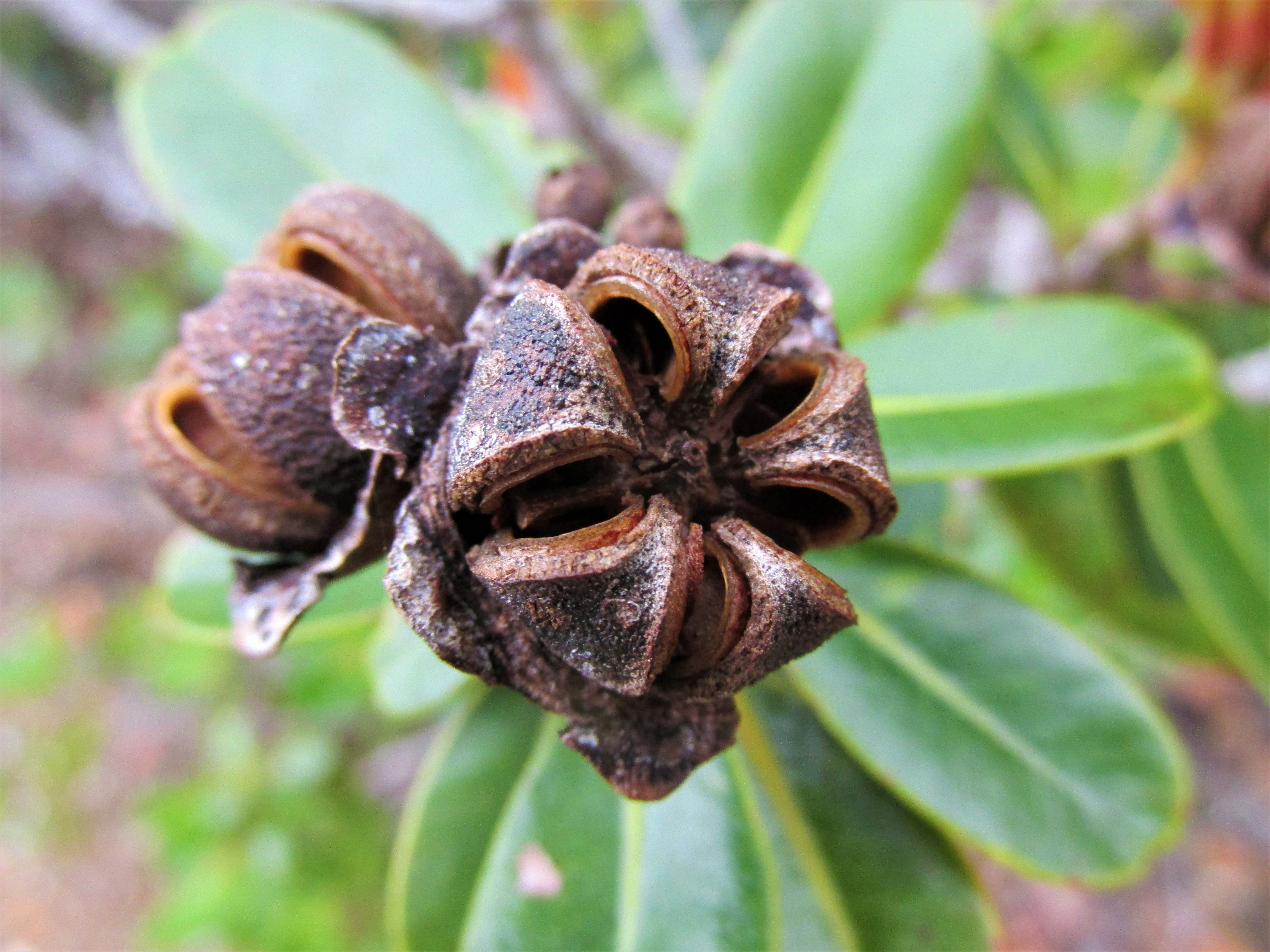
Плоды Xanthostemon multiflorus